# Daejeon Hana Citizen FC
El Daejeon Citizen FC és un club de futbol sud-coreà de la ciutat de Daejeon.

## Història
El club va ser fundat l'any 1997 i fou el primer club comunitari de Corea, és a dir el primer club propietat de la ciutat i dels ciutadans de la mateixa.

## Palmarès
- Copa sud-coreana de futbol 1
  - 2001

## Futbolistes destacats
- Choi Eun-Sung (1997 ~ Present)
- Lee Kwan-Woo (2000 ~ 2006)
- Kang Jung-Hun (1998 ~ 2007)
- Jang Chul-Woo (1997 ~ 2005)
- Lee Chang-Yeop (1997 ~ 2005)
- Gong O-Kyun (1997 ~ 2006)
- Ko Jong-Soo (2007 ~ 2008)
- Alison Barros Moraes (2003 ~ 2005)
- Adriano Chuva (2006, 2007)
- Denilson (2006 ~ 2007)
- Papa Oumar Coly (2000 ~ 2003)

## Entrenadors
Actualitzat fins al 2007
| Nom            | Inici | Fi   |
| -------------- | ----- | ---- |
| Kim Ki-Bok     | 1997  | 2000 |
| Lee Tae-Ho     | 2000  | 2002 |
| Choi Yun-Gyeom | 2003  | 2007 |
| Kim Ho         | 2007  | 2007 |